# Szentpéterfa
Szentpéterfa (Duits: Prostrum) is een plaats (község) en gemeente in het Hongaarse comitaat Vas. Szentpéterfa telt 1093 inwoners (2001).
De gemeente heeft een interessante geschiedenis. Het werd na de Eerste Wereldoorlog volgens het Verdrag van Trianon in 1920 toebedeeld aan Oostenrijk. De bevolking (Kroaten en Hongaren) waren het niet eens met de beslissing. In 1921 werd daarom besloten de gemeente terug te geven aan Hongarije.

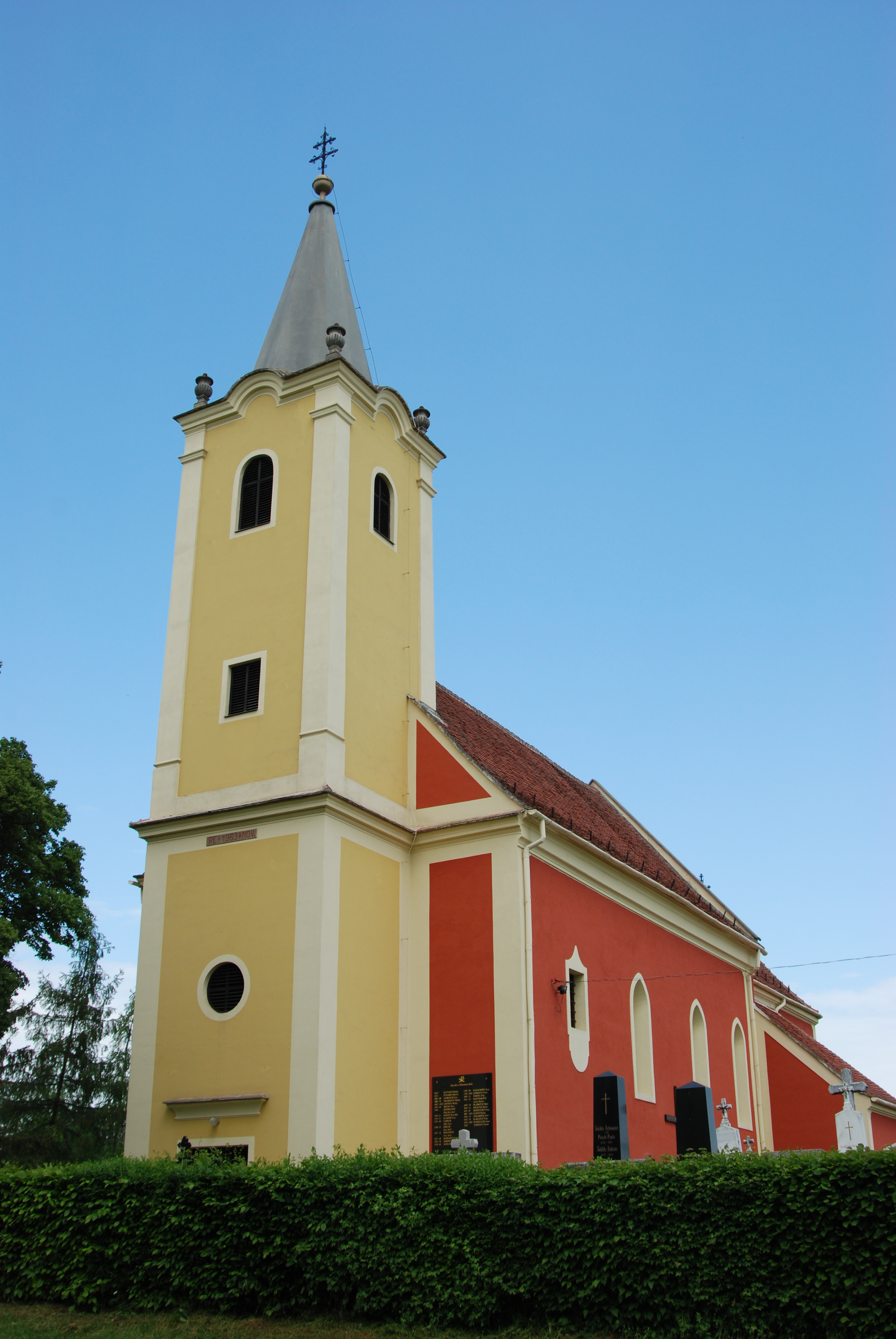
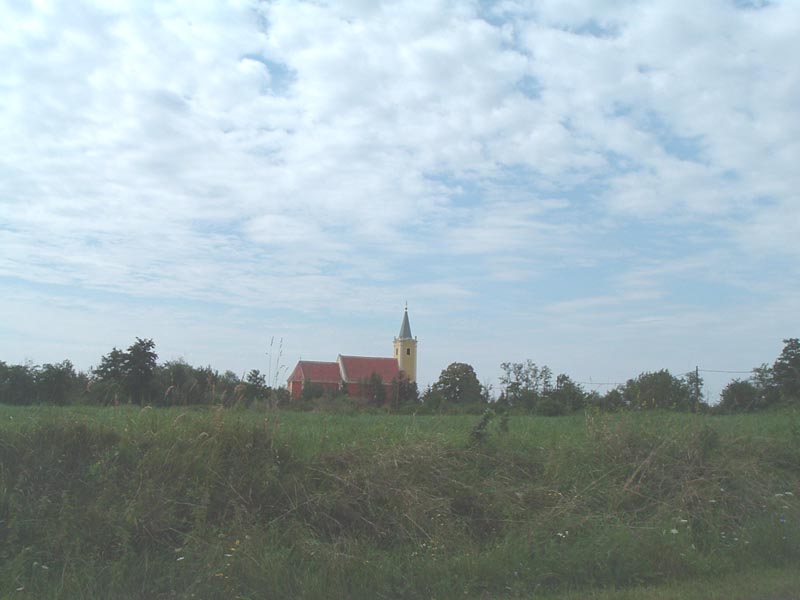
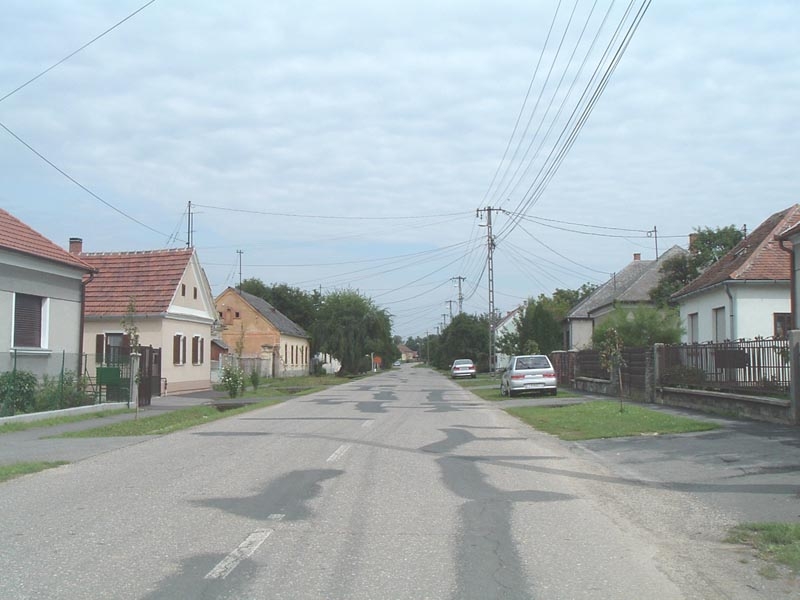